# Улица Урочище Святое
Улица Урочище Святое (укр. Вулиця Урочище Святе) — улица в Новозаводском районе города Чернигова, исторически сложившаяся местность (район) Урочище Святое. Пролегает от безымянного проезда до проспекта Мира.
Нет примыкающих улиц.

## История
Название Святое очень древнее и происхождение исследователями объяснятся по-разному. В 10 веке в озере (сейчас Святое) крестили черниговцев, поэтому озеро и рощу назвали Святой. Другая версия — земля принадлежала князю Николаю Святоше. Во время археологических раскопок были выявлены фундамент древнего здания, ювелирные изделия времён Киевской Руси.
В 1927 году Святое было переименовано на Пролетарский Гай, по названию, которого улица была названа.
12 февраля 2016 года улица получила современное название — в честь Урочища Святое, где улица расположена, согласно Распоряжению городского главы В. А. Атрошенко Черниговского городского совета № 46-р «Про переименование улиц и переулков города» («Про перейменування вулиць та провулків міста»).

## Застройка
Улица пролегает вокруг урочища Святое (лесного массива) со стороны озера Монастырское в северном направлении к озеру Млиновище, огибает урочище с северной стороны, доходит до въезда (с аншлагом) в урочище Святое и делает поворот на восток к проспекту Мира. Улица расположена в пойме реки Десна.
Улица занята усадебной застройкой, которая хаотически расположена. Некоторые дома садовых товариществ, что расположены между урочищем и озером Млиновище, получили адреса по данной улице.
В урочище расположен памятник археологии местного значения — Поселение, а севернее улицы на месте усадебной застройки улицы (дома №№ 9, 9/3, 10, 11, 12 Б, 15, 18, 21, 21 А) расположен памятник археологии вновь выявленный — Поселение «Пролетарский Гай — 2».
Учреждения:
1. детский лагерь имени Г. С. Титова